# 桑山延晴
桑山 延晴 （くわやま のぶはる）は、江戸時代中期の旗本。

## 経歴
桑山一規の四男として生まれ、桑山孝晴の養子となる。寛保元年（1741年）3月20日に養父の遺跡を継ぎ、延享4年（1747年）3月16日に致仕する。安永10年（1781年）1月25日、67歳で死去。

## 系譜
- 実父：桑山一規
- 養父：桑山孝晴
- 婚約者：桑山孝晴の娘[注釈 1]
- 養子：桑山晴和 - 河野通喬の五男